# BMW・G20
G20は、ドイツの自動車メーカーBMWが製造する7代目3シリーズにおける、4ドアセダンのコードネーム。ステーションワゴンであるツーリングのコードネームはG21。
クーペ（G22）・カブリオレ（G23）・グランクーペ（G26）は先代同様、4シリーズとしてリリースされた。高性能版であるM3には、従来から設定のあるセダン（G80）に加え、歴代初となるツーリング（G81）も登場した。

## 概要
2018年10月2日、パリ・モーターショーにてワールドプレミアされた。
BMW伝統のスポーティで精密なプレス・ラインや、象徴的なキドニー・グリルなど40年以上の伝統を継承しつつ、新世代のBMWデザイン・コンセプトを採用することで、より洗練されたスタイルに進化している。
先代モデルのサイズから、全長は85mm、全幅は16mm、全高は1mm拡大されたが、約55kgの軽量化を図った（本国仕様）。日本仕様の全幅は、4シリーズクーペ（F32）と同等の1,825mmとなっている。
幅の広いバーで2つに分割された大きなキドニー・グリルは、ひとつのフレーム内にまとめられ、ヘッドライト・ユニットに隣接するように配される。BMWブランドの特徴である片側2灯式ヘッドライトには、フルLEDヘッドライトが採用されたほか、六角デザインのデイ・ランニング・ライト・リングと、内部の2つの光源にブルーのL字型エレメントを備えたBMWレーザー・ライトを設定した。
サイド・ウィンドウ後端部のホフマイスター・キンクとして知られるピラー形状は、Cピラーに一体化されたデザインとなり､快適な乗降性を維持しながらも､サイド・ウィンドウの流線形が強調され伸びやかなスタイリングとなった。
インテリアには、BMW Operating System 7.0を採用したBMWライブ･コックピットを装備した。照明操作パネルは従来のダイヤル式からスイッチ式に改められたほか、新デザインのシフトレバーを採用。さらに、歴代初となる電動式パーキングブレーキが搭載される。
「OK, BMW」で起動する、AIを活用した新開発の「BMWインテリジェント・パーソナル・アシスタント」をブランド初採用した。これは、音声会話だけで車両の操作、情報へのアクセスが可能となる機能であり、今までの音声入力と異なり、より自然な会話に近い言葉で、ドライバーの指示や質問を理解し、適切な機能やサービスを起動可能にするほか、使用頻度に応じてドライバーの好みを学習する。このアシスタントには、ドライバーがシステムの「名前」を自由に付けることが可能である。
高性能3眼カメラ&レーダーに加え、毎秒2兆5000億回の演算能力を持つ画像処理プロセッサーによる高い解析能力を有した運転支援システム・安全機能を新たに装備。高速道路での渋滞時においては、ドライバーの運転負荷を軽減し安全に寄与する運転支援システム「ハンズ・オフ機能付き渋滞運転支援機能」により、一定の条件下において、ステアリングから手を離しての走行が可能となった。
パーキング・アシスタントには、リバース・アシスト機能を新たに採用した。これにより、車両が直前に前進したルートを最大50m記憶し、その記憶したルートをバックで正確に戻ることが可能となった。
ツーリングのラゲッジ・スペースは、先代モデルから5ℓ増加し、500ℓを実現（最大1,510ℓまで拡大可能）。ガラスハッチや電動テールゲートも引き続き装備される。さらに、BMWとしては初採用となるアンチ・スリップ・システムを新たに設定した。これは、車両が走行を開始すると、床面からゴム製の滑り止めが自動でせり上がり、ラゲッジ・スペース内の荷物の横滑りを防止する機能である。
パワートレインは、先代のLCIモデルと同様に、B48/B58のガソリンエンジン、およびB47のディーゼルエンジンが設定される。日本仕様の全モデルに、8速ATまたは8速スポーツATが搭載され、先代まで設定のあった6速MTは廃止された。
それまでの製造拠点であった南アフリカ・ロスリン工場が、X3のラインへ変更されたことを受けて、ドイツ・ミュンヘン工場で製造されることになった。なお、メキシコに新設されたBMWサン・ルイス・ポトシ工場でも生産される。また、中国市場向けモデルは、BMWブリリアンス・オートモーティブ（BBA）合弁会社の鉄西工場で生産される。
2022年9月、フェイスリフト（LCI：ライフ・サイクル・インパルス）が実施された。最新のBMWデザイン言語により、内外装のアップデートが行なわれた。エクステリアは、意匠変更されたホイールやLEDヘッドライトをはじめ、ダブル・バー採用のキドニー・グリルやフロント・エプロンのワイド化などにより、より力強いデザインとなった。さらに、テールライトはより細く水平なラインとなったほか、テール・パイプ径も変更された。
インテリアには、12.3インチのメーター・パネルと14.9インチのコントロール・ディスプレイを一体化させた、BMWカーブド・ディスプレイを装備した。また、従来のシフトレバーに代わり、新たにトグルスイッチ式のセレクトレバーが採用されるとともに、パドルシフトが全モデルに装備された。

### 先代（F30）からの主な変化・変更点
- ディーゼル・エンジン搭載モデルの四輪駆動化（320d xDrive）。
- マニュアル・トランスミッション（6速MT）の廃止。
- 手動式サイドブレーキに代わる、ボタン式パーキング・ブレーキ＆オートマチック・ホールドの採用。
- 内部の2つの光源にブルーのL字型エレメントを備えた、BMWレーザー・ライト。
- 風切り音や騒音を最小限に抑え、優れた静粛性を実現する、アコースティック・ガラス。
- ダイヤル式に代わる、照明操作パネルのスイッチ化。
- ダコタ・レザーからヴァーネスカ・レザーへの材質変更。
- 運転席・助手席に加え、後席も独立して温度調整が可能な、3ゾーン・オートマチック・エア・コンディショナー。
- ラゲッジ・スペース内の荷物の横滑りを防止する、アンチ・スリップ・システム（ツーリング）。
- 投影面積が先代比で70％拡大された、BMWヘッドアップ・ディスプレイ。
- 手持ちのiPhoneと連携し、地図アプリや音楽アプリを使用できる、Apple CarPlayへの対応。
- Qiに準拠した携帯電話を無線で充電できる、ワイヤレス・チャージング。
- 10.25インチの大型センターディスプレイと12.3インチの液晶メーターを組み合わせた、BMWライブ･コックピット。
- AI音声会話システムを備えた、BMWインテリジェント・パーソナル・アシスタント。
- ステアリングを自動的に操作し、 常に車線の中央を維持する、ステアリング＆レーン・コントロール・アシスト。
- 日本初認可の高速道路渋滞時ハンズ・オフ機能を備えた、ドライビング・アシスト・プロフェッショナル。
- 直近50mのルートを自動的に記憶し、正確に後退できる、リバース・アシスト。
- 緊急時にクルマを自動制御し、安全な場所に停止・SOSコールを行う、エマージェンシー・ストップ・アシスト。
- 接近してくるクルマから距離をとるべく、ステアリング操作に介入する、アクティブ・サイド・コリジョン・プロテクション。

## 日本仕様車
2019年1月30日、セダンを発表。導入されるグレードは、「320i（SE/Standard/M Sport）」と「330i（M Sport）」の計4種類である。全モデルにBMWライブ･コックピットを標準装備としたほか、高性能3眼カメラを使用した最新の運転支援システム「ドライビング・アシスト・プロフェッショナル」も受注生産のSEを除き装備される。なお、「320i」全モデルには、日本の道路事情や顧客の要望、日本市場の重要性を鑑み、欧州をはじめ初期生産には設定の無い､日本仕様車専用にチューンしたエンジンを採用した。
同年5月24日、セダンに新たなグレードを追加発表。新世代クリーン・ディーゼル・エンジンと四輪駆動システムを搭載した「320d xDrive（Standard/M Sport）」、電気モーターのみで時速120kmまで、約60kmの走行が可能なプラグイン・ハイブリッド「330e（M Sport）」、3.0L 直列6気筒エンジンと四輪駆動システムを搭載した「M340i xDrive」の3種類が用意され、同年9月からデリバリーが開始された。M Performanceモデルとなった「M340i xDrive」は、セリウム・グレー塗装のフロントグリルやミラーカバーをはじめ、内外装に専用装備が与えられた。
同年9月26日、ツーリングを発表。グレード構成や装備などはセダンに準ずるが、プラグイン・ハイブリッド「330e」は設定されない。
同年12月、セダンが先代に続き、日本カー・オブ・ザ・イヤー（COTY）のインポート部門と、RJCカー・オブザ・イヤーのインポート部門をダブル受賞。二世代続けてのダブル受賞となるのは、国産車・輸入車含め、日本初の快挙であった。
2020年5月28日、セダンに限定車「Edition Sunrise」を発表。「320d xDrive M Sport」をベースに、「陽は、また昇る」をコンセプトとした、太陽をデザインに纏った限定車となる。アルピン・ホワイト（200台限定）と、通常のM Sportには設定の無いメルボルン・レッド（50台限定）の計250台が用意された。
同年8月3日、セダンにエントリー・モデルとなる「318i（Standard/M Sport）」を追加発表。パワートレインは、先代の1.5L 3気筒エンジンに代わり、「320i」と同じく2.0L 直列4気筒エンジンを搭載する。安全機能・運転支援システム「ドライビング・アシスト・プラス」は、上位グレードに倣い、標準装備となる。なお、これまでのエントリー・モデルであった「320i SE」は廃止された。
同年9月17日、ツーリングにエントリー・モデルとなる「318i（Standard/M Sport）」を追加発表。パワートレインや装備などはセダンに準ずる。なお、これまでのエントリー・モデルであった「320i ツーリング SE」は廃止された。
2021年5月24日、セダンに限定車「40th Anniversary Edition」を発表。BMW Group Japanの会社設立40周年を記念し、記念ロゴをあしらった専用装備や、歴代モデルが歩んできた歴史と伝統を想起させるデザインを採用した記念限定車となる。「318i Standard」をベースとしながら、ウィンドウ・モールや、キドニー・グリル、エア・インテーク部分にクローム加飾を採用したほか、専用のアロイ・ホイールを装備するなど、初代を彷彿とさせるデザインに仕上げられている。内装には、ステアリングやサイド・ドア・トリムのガルバニック加飾や、ヴァーネスカ・レザー仕様のスポーツ・シート、センサテック・ダッシュボードなどを専用装備している。なお、外装・内装の組み合わせをメルボルン・レッドとキャンベラ・ベージュ、グレーシャー・シルバーとブラック、アルピン・ホワイトとコニャックの3種類とし、各々20台、80台、200台の計300台が用意された。
同年12月3日、セダンに新たなグレードとなる「320i Exclusive」を追加発表。エクステリアでは、マルチスポークタイプの17インチ・アロイ・ホイールの採用やクローム・パーツを多用し、インテリアでは、ヴァーネスカ・レザー・シートの標準装備に加え、アッシュ・グレー・ブラウン・ファイン・ウッド・トリムやHi-Fiスピーカー・システム、アンビエント・ライトを標準装備とした。上質感溢れる内外装を纏ったモデルとなっており、オプションでより上質なBMW Individualメリノ・レザー・シートも選択できる。
2022年4月1日、セダン・ツーリングに特別仕様車「M Sport Limited」を発表。「318i M Sport」および「320d xDrive M Sport」をベースに、オプションとして装着率の高い、前席シート・ヒーター、Hi-Fiスピーカー・システム、サン・プロテクション・ガラス等の装備品を標準装備しつつ、価格をほぼ据え置きとした。また、BMW M 50周年を記念した記念バッチを装備し、特別感を演出している。また、本モデル限定で、ブラックにブルー・ステッチを施したレザー・シート、および同様にブルー・ステッチを施したセンサテック・ダッシュボードを組み合わせて装備することが可能である。
同年9月20日、セダン・ツーリングがフェイスリフト（LCI）。内外装のデザインが刷新されたほか、12.3インチのメーター・パネルと14.9インチのコントロール・ディスプレイを一体化させた、BMWカーブド・ディスプレイの採用により、優れた視認性と高い操作性を実現した。また、従来のシフトレバーは廃止され、代わりにパドルシフトが全モデルに標準装備される。併せて、グレードの大半がM Sportに集約され、Standardはセダンの「318i」のみの設定となった（これにより、ツーリングのStandardは完全消滅）。
2024年2月14日、セダン・ツーリングに特別仕様車「Edition Shadow」を発表。「318i M Sport」および「320d xDrive M Sport」をベースに、ブラックのフロント・グリルとテール・パイプを特別装備した。さらに、コンフォート・パッケージと、19インチのBMW Individualホィール793Iを標準装備とした。
同年7月10日、セダン・ツーリングに特別仕様車「Limited（リミテッド）」を発表。「M340i xDrive」をベースに、赤色のM スポーツ・ブレーキや、ブラックアウトされたフロント・グリルやヘッドライトを装備し、エクステリア・デザインを精悍に引き締める「M Sport Package Pro（エム・スポーツ・パッケージ・プロ）」を標準装備とした。さらに、サン・プロテクション・ガラス、M カーボン・トリムとM シートベルトを装備しながら、それぞれベース比で148万円安価な価格設定を実現した。
同年10月28日、セダン・ツーリングを一部改良。ステアリングホイールやエアコンの吹き出し口のデザインが一新された。「M340i xDrive」は、レッドに塗装されたMスポーツ・ブレーキ、ブラックのキドニーグリル、ライト・シャドウ・ライン、Mシート・ベルト等が含まれる「Mスポーツ・プロ」が標準装備となった。「330e」は、harman&karmanサウンド・システム、TVチューナー、アコースティック・ガラスを含むサウンド・パッケージ、および、ヴァーネスカ・レザー・シートが標準装備となったほか、ゼロ・エミッションでのEV走行可能距離が、85-101kmに延伸された。併せて、セダンの「318i Standard」と「320i Exclusive」が廃止され、ツーリング同様、セダンもM Sport/M Performanceの二本立てとなった。
2025年8月5日「BMW 3シリーズ 誕生50周年記念特別限定車」として「50th Anniversary Limited」が販売された。モデルはM340iがセダン5台・ツーリング：5台、320dがセダン50台・ツーリング50台、4気筒ガソリンモデルがセダン400台・ツーリング200台用意された。価格はM340iモデルがセダン1096万円、ツーリング1124万円、最も安価なのは4気筒ガソリンのセダンで698万円の設定であった（共に消費税10％込み）。

## テクニカルデータ
- 以下、G20・セダンの日本導入モデル（グレード欄の太字は2024年10月現在、販売中のモデルを表す）

| G20（2019年 - 2022年）/ G20 LCI（2022年 - ） | G20（2019年 - 2022年）/ G20 LCI（2022年 - ） | G20（2019年 - 2022年）/ G20 LCI（2022年 - ） | G20（2019年 - 2022年）/ G20 LCI（2022年 - ） | G20（2019年 - 2022年）/ G20 LCI（2022年 - ）      | G20（2019年 - 2022年）/ G20 LCI（2022年 - ） | G20（2019年 - 2022年）/ G20 LCI（2022年 - ） | G20（2019年 - 2022年）/ G20 LCI（2022年 - ） | G20（2019年 - 2022年）/ G20 LCI（2022年 - ） |
| グレード                                     | 販売期間                                     | 型式                                         | 排気量（cc）                                 | エンジン                                          | 最高出力（ps/rpm）                           | 最大トルク（kgm/rpm）                        | 変速機                                       | 駆動方式                                     |
| -------------------------------------------- | -------------------------------------------- | -------------------------------------------- | -------------------------------------------- | ------------------------------------------------- | -------------------------------------------- | -------------------------------------------- | -------------------------------------------- | -------------------------------------------- |
| 318i                                         | 2020 - 2024年                                | B48B20A                                      | 1,998                                        | 直列4気筒DOHCターボ ガソリンエンジン              | 156/4,500                                    | 25.5/1,350-4,000                             | 8速AT                                        | 後輪駆動                                     |
| 318i M Sport                                 | 2020年 -                                     | B48B20A                                      | 1,998                                        | 直列4気筒DOHCターボ ガソリンエンジン              | 156/4,500                                    | 25.5/1,350-4,000                             | 8速AT                                        | 後輪駆動                                     |
| 320i SE                                      | 2019 - 2020年                                | B48B20A                                      | 1,998                                        | 直列4気筒DOHCターボ ガソリンエンジン              | 184/5,000                                    | 30.6/1,350-4,000                             | 8速AT                                        | 後輪駆動                                     |
| 320i                                         | 2019 - 2022年                                | B48B20A                                      | 1,998                                        | 直列4気筒DOHCターボ ガソリンエンジン              | 184/5,000                                    | 30.6/1,350-4,000                             | 8速AT                                        | 後輪駆動                                     |
| 320i Exclusive                               | 2021 - 2024年                                | B48B20A                                      | 1,998                                        | 直列4気筒DOHCターボ ガソリンエンジン              | 184/5,000                                    | 30.6/1,350-4,000                             | 8速AT                                        | 後輪駆動                                     |
| 320i M Sport                                 | 2019年 -                                     | B48B20A                                      | 1,998                                        | 直列4気筒DOHCターボ ガソリンエンジン              | 184/5,000                                    | 30.6/1,350-4,000                             | 8速スポーツAT                                | 後輪駆動                                     |
| 320d xDrive                                  | 2019 - 2022年                                | B47D20B                                      | 1,995                                        | 直列4気筒DOHCターボ ディーゼルエンジン            | 190/4,000                                    | 40.8/1,750-2,500                             | 8速AT                                        | 四輪駆動                                     |
| 320d xDrive M Sport                          | 2019年 -                                     | B47D20B                                      | 1,995                                        | 直列4気筒DOHCターボ ディーゼルエンジン            | 190/4,000                                    | 40.8/1,750-2,500                             | 8速スポーツAT                                | 四輪駆動                                     |
| 330i M Sport                                 | 2019 - 2021年                                | B48B20B                                      | 1,998                                        | 直列4気筒DOHCターボ ガソリンエンジン              | 258/5,000                                    | 40.8/1,550-4,400                             | 8速スポーツAT                                | 後輪駆動                                     |
| 330e M Sport                                 | 2019年 -                                     | B48B20A                                      | 1,998                                        | 直列4気筒DOHCターボ ガソリンエンジン+交流モーター | 184/5,000                                    | 30.6/1,350-4,000                             | 8速スポーツAT                                | 後輪駆動                                     |
| 330e M Sport                                 | 2019年 -                                     | P251                                         | -                                            | 直列4気筒DOHCターボ ガソリンエンジン+交流モーター | 113/3,170                                    | 25.5/3,170                                   | 8速スポーツAT                                | 後輪駆動                                     |
| M340i xDrive                                 | 2019年 -                                     | B58B30B                                      | 2,997                                        | 直列6気筒DOHCターボ ガソリンエンジン              | 387/5,800                                    | 51.0/1,800-5,000                             | 8速スポーツAT                                | 四輪駆動                                     |

- 以下、G21・ツーリングの日本導入モデル（グレード欄の太字は2024年10月現在、販売中のモデルを表す）

| G21（2019年 - 2022年）/ G21 LCI（2022年 - ） | G21（2019年 - 2022年）/ G21 LCI（2022年 - ） | G21（2019年 - 2022年）/ G21 LCI（2022年 - ） | G21（2019年 - 2022年）/ G21 LCI（2022年 - ） | G21（2019年 - 2022年）/ G21 LCI（2022年 - ） | G21（2019年 - 2022年）/ G21 LCI（2022年 - ） | G21（2019年 - 2022年）/ G21 LCI（2022年 - ） | G21（2019年 - 2022年）/ G21 LCI（2022年 - ） | G21（2019年 - 2022年）/ G21 LCI（2022年 - ） |
| グレード                                     | 販売期間                                     | 型式                                         | 排気量（cc）                                 | エンジン                                     | 最高出力（ps/rpm）                           | 最大トルク（kgm/rpm）                        | 変速機                                       | 駆動方式                                     |
| -------------------------------------------- | -------------------------------------------- | -------------------------------------------- | -------------------------------------------- | -------------------------------------------- | -------------------------------------------- | -------------------------------------------- | -------------------------------------------- | -------------------------------------------- |
| 318i ツーリング                              | 2020 - 2022年                                | B48B20A                                      | 1,998                                        | 直列4気筒DOHCターボ ガソリンエンジン         | 156/4,500                                    | 25.5/1,350-4,000                             | 8速AT                                        | 後輪駆動                                     |
| 318i ツーリング M Sport                      | 2020年 -                                     | B48B20A                                      | 1,998                                        | 直列4気筒DOHCターボ ガソリンエンジン         | 156/4,500                                    | 25.5/1,350-4,000                             | 8速AT                                        | 後輪駆動                                     |
| 320i ツーリング SE                           | 2019 - 2020年                                | B48B20A                                      | 1,998                                        | 直列4気筒DOHCターボ ガソリンエンジン         | 184/5,000                                    | 30.6/1,350-4,000                             | 8速AT                                        | 後輪駆動                                     |
| 320i ツーリング                              | 2019 - 2022年                                | B48B20A                                      | 1,998                                        | 直列4気筒DOHCターボ ガソリンエンジン         | 184/5,000                                    | 30.6/1,350-4,000                             | 8速AT                                        | 後輪駆動                                     |
| 320i ツーリング M Sport                      | 2019年 -                                     | B48B20A                                      | 1,998                                        | 直列4気筒DOHCターボ ガソリンエンジン         | 184/5,000                                    | 30.6/1,350-4,000                             | 8速スポーツAT                                | 後輪駆動                                     |
| 320d xDrive ツーリング                       | 2019 - 2022年                                | B47D20B                                      | 1,995                                        | 直列4気筒DOHCターボ ディーゼルエンジン       | 190/4,000                                    | 40.8/1,750-2,500                             | 8速AT                                        | 四輪駆動                                     |
| 320d xDrive ツーリング M Sport               | 2019年 -                                     | B47D20B                                      | 1,995                                        | 直列4気筒DOHCターボ ディーゼルエンジン       | 190/4,000                                    | 40.8/1,750-2,500                             | 8速スポーツAT                                | 四輪駆動                                     |
| 330i ツーリング M Sport                      | 2019 - 2021年                                | B48B20B                                      | 1,998                                        | 直列4気筒DOHCターボ ガソリンエンジン         | 258/5,000                                    | 40.8/1,550-4,400                             | 8速スポーツAT                                | 後輪駆動                                     |
| M340i xDrive ツーリング                      | 2019年 -                                     | B58B30B                                      | 2,997                                        | 直列6気筒DOHCターボ ガソリンエンジン         | 387/5,800                                    | 51.0/1,800-5,000                             | 8速スポーツAT                                | 四輪駆動                                     |